# EbXML
ebXML steht für Electronic Business using XML, d. h. XML für elektronische Geschäftsprozesse.
ebXML ist eine 1999 gestartete, gemeinsame Initiative von UN/CEFACT und OASIS. Ziel der Initiative ist die Entwicklung eines technischen Rahmens zur Nutzung von XML für elektronische Geschäftsprozesse sowie eine Senkung der Eintrittsbarrieren für kleine und mittlere Unternehmen (KMU) und Entwicklungsländer.
ebXML ist kein Standard an sich, sondern eine Familie verschiedener Standards von UN/CEFACT und OASIS. Zu den ebXML-Standards gehören u. a. die grundlegende technische ebXML-Architektur (ebXML Technical Architecture Specification), ein XML-Schema für Geschäftsprozesse (Business Process Specification Schema), ein Registrierdienst (Registry Services Specification) mit einem Registry Information Model ebRIM und ein Nachrichtendienst (Message Service Specification).
Die Entwicklung von ebXML verlief in zwei Phasen. Die erste Phase wurde nach 18 Monaten im Mai 2001 abgeschlossen. Im Herbst 2003 wurde mit der Erklärung, dass das Projekt technisch abgeschlossen ist, die zweite Phase beendet.
ebXML steht in Konkurrenz zu anderen XML-basierten Standards, wie z. B. RosettaNet.
Von der Internationalen Organisation für Normung (ISO) wurden die folgenden ebXML Spezifikationen als ISO 15000 unter dem Überbegriff Electronic business eXtensible Markup Language anerkannt.
- ISO 15000-1:2004: Electronic business eXtensible Markup Language (ebXML) – Part 1: Collaboration-protocol profile and agreement specification (ebCPP)  : Stufe 90.20
- ISO 15000-2:2004: Electronic business eXtensible Markup Language (ebXML) – Part 2: Message service specification (ebMS)  : Stufe 90.20
- ISO 15000-3:2004: Electronic business eXtensible Markup Language (ebXML) – Part 3: Registry information model specification (ebRIM)  : Stufe 90.20
- ISO 15000-4:2004: Electronic business eXtensible Markup Language (ebXML) – Part 4: Registry services specification (ebRS)  : Stufe 90.20
- ISO 15000-5:2005: Electronic Business eXtensible Markup Language (ebXML) – Part 5: ebXML Core Components Technical Specification, Version 2.01 (ebCCTS)  : Stufe 90.92

Stufe 90.20 : Internationaler Standard mit periodischer Beobachtung
Stufe 90.92 : Internationaler Standard zur Überprüfung